# キリスト信徒の集会
キリスト信徒の集会(きりすとしんとのしゅうかい、Gospel Hall)はプリマス・ブレズレン系のプロテスタントの会派の一つである。教会制度、信徒共同体の組織、特定の権威を持った信条を認めず、聖書のみを神のことばとして信じ、千年王国を待望し、毎週聖餐を守っている。

## 沿革
創始者の山中為三は太平洋戦争中に政府による宗教弾圧により投獄された。終戦後、釈放された山中は1945年10月少数の信徒と共に集会を始めた。
機関紙として月刊『いのちの泉』を発行している。